# Szymon Grunau

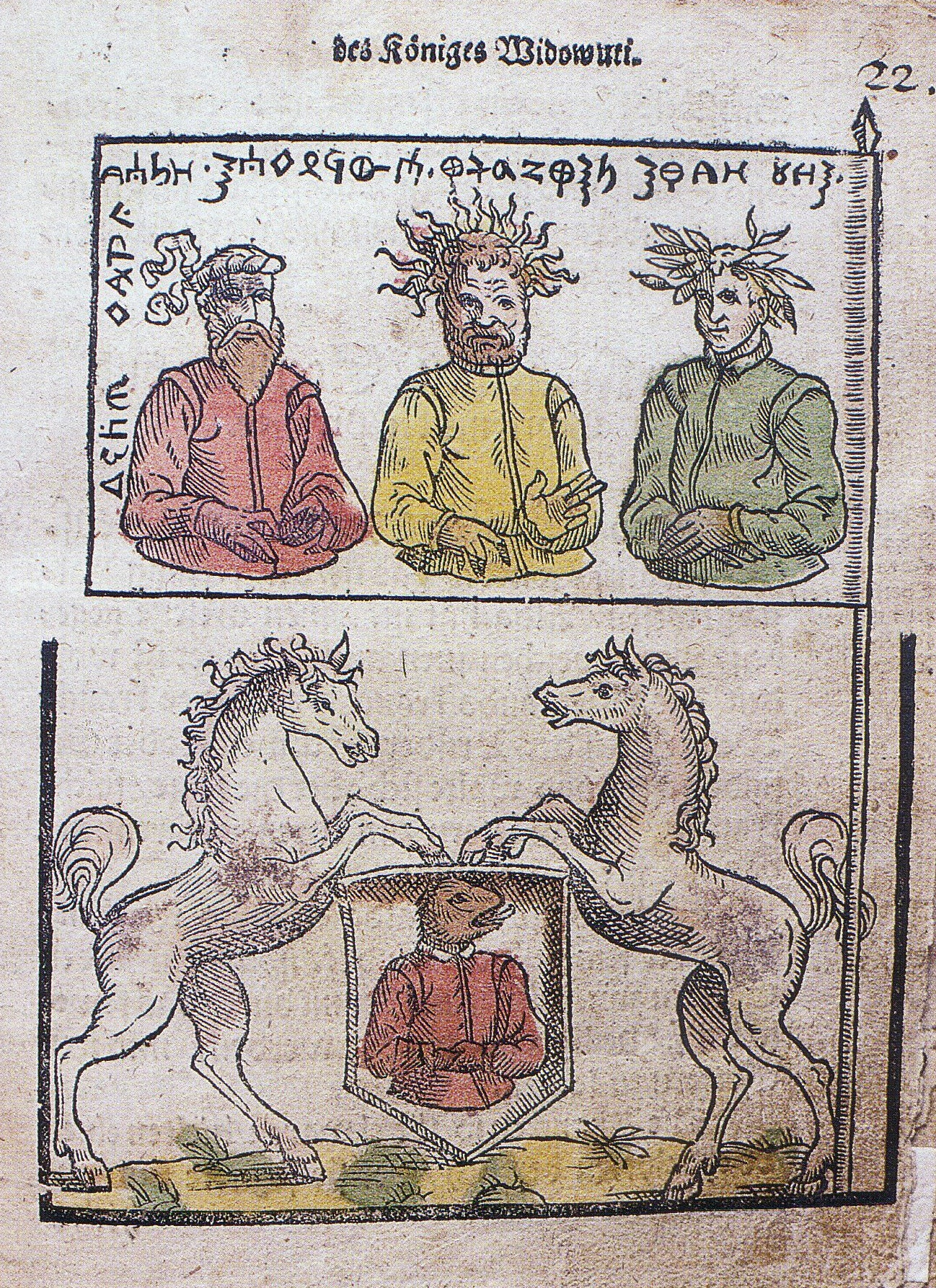
Na górze bogowie pruscy – Patrimpsos, Perkun i Patollis, poniżej herb pruskiego władcy Widowuto według Simona Grunaua

Szymon Grunau (ur. ok. 1455–1470 w Tolkmicku, zm. po 1529/1530) – średniowieczny kronikarz, dominikanin kontraty pruskiej związany z klasztorami w Elblągu i Gdańsku, autor Kroniki Pruskiej.

## Życiorys
Szymon Grunau był Niemcem, jego językiem ojczystym był niemiecki, rozumiał także język polski i język pruski. Jak sam podaje w kronice, pochodził z Tolkmicka: ich bruder Symon Grunaw von Tolckemitte ein Monch predicatorum. Wychowywał się w Tolkmicku, w którym miał najprawdopodobniej styczność z ustną tradycją o obyczajach rdzennych mieszkańców. Wywodził się z pospólstwa, utożsamiał się z mieszkańcami Prus, lecz nie z autochtonami – w stosunku do których miał poczucie wyższości, zaś niemieckich kolonistów uważał za obcych.
Konwentem macierzystym Szymona Grunaua był klasztor w Elblągu, do którego wstąpił najprawdopodobniej w latach 1481–1485. Następnie przebywał w konwencie legnickim (1512–1517) i gdańskim (od 1517) na stanowisku lektora, a później prawdopodobnie kaznodziei generalnego. Jego znajomość terminów i dokumentów prawniczych wskazuje, że również pełnił funkcję biegłego w sądzie inkwizycyjnym. Około 1517 roku zaczął pisać kronikę. Około 1520 roku wyprawił się do Rzymu. Od 1522 roku przebywał w Królewcu na placówce dominikańskiej, gdzie zetknął się z naukami Marcina Lutra. 17 kwietnia 1526 roku przybył wraz z wojskiem i orszakiem króla Zygmunta Starego do Gdańska. Ostatnie lata życia spędził w Gdańsku lub Elblągu. Najpóźniej datowanym wydarzeniem w kronice jest informacja o Zygmuncie Auguście jako władcy Polski. Nie jest jasne jednak, czy była to informacja o elekcji (12 grudnia 1529), czy też miał na myśli koronację (ta odbyła się 20 marca 1530 roku). Na tej podstawie jest szacowana data jego śmierci.